# 古市胤子
古市 胤子（ふるいち たねこ、天正11年（1583年） - 万治元年6月27日（1658年7月27日））は、江戸時代初期の女官。本姓は清原氏。幼名はおちやちや。従三位。

## 人物
父は大和国の武将駒崎城主播磨守古市胤栄（古市澄胤の兄である胤栄とは同名の別人）で、母は関白近衛前久の娘桂光院（渓江院）殿。初め、室町幕府15代将軍義昭の子義尋（高山、義広）に嫁し、以下二子を儲けた。
- 義尊（慶長6年（1601年）-  寛文元年（1661年）） - 実相院門跡、享年60歳
- 常尊（慶長9年（1604年）-  寛文11年（1671年）7月2日） - 円満院門跡、享年68歳、法号は寂住院殿長吏法務大阿闍梨常尊尊儀

義尋が慶長10年（1605年）に没した後は、母方の親戚である後陽成天皇女御の近衛前子の縁で宮中に出仕し、茶々局、三位局の女房名で呼ばれた。その後、後陽成天皇の召人となり、以下三子を儲けた。
- 冷雲院宮（慶長16年（1611年））夭折
- 道晃法親王（慶長17年（1612年）10月2日 - 延宝7年（1679年）6月18日） - 聖護院門跡、享年68歳
- 空華院宮（慶長18年（1613年））夭折

後陽成院の晩年まで傍に仕えており、院が危篤の際には、見舞いにきた後水尾天皇との面会を取り次ぎ、これが院と天皇との最後の対面となった。
寛永15年（1638年）には実相院のある岩倉に閑居し、宮中を退いた。その後も宮中の人々とは良好な関係を築いており、正保2年（1645年）5月7日には、文智女王に同行して岩倉の円通寺を創建した圓光院殿瑞雲文英尼大師とともに近江国永源寺の一糸文守を訪ねている。文智女王に同行した翌年、岩倉の地に日蓮宗の證光寺を創建した。
1650年（慶安3年）から1651年（慶安4年）にかけて、加賀藩の前田利常に仕えていた姪孫の古市胤重が、休暇で京都に来ており、胤子の元にしばらく滞在していた。
卒年は76歳。法号を法誓院妙弘日證大姉という。

## 系譜
天武天皇-舎人親王-御原王-小倉王-清原夏野-海雄-房則-業恒-広澄・・・・・古市胤晃-胤條-胤尋-胤尊-重胤-隆胤-藤勝-古市澄胤-胤慶-胤栄-古市胤子
詳細は古市氏系図を参照